# Dolophrades annulicornis
Dolophrades annulicornis är en skalbaggsart som först beskrevs av Schwarzer 1925.  Dolophrades annulicornis ingår i släktet Dolophrades och familjen långhorningar.
Artens utbredningsområde är Taiwan. Inga underarter finns listade i Catalogue of Life.